# Karl Maria Wiligut
Karl Maria Wiligut (pseudonym Karl Maria Weisthor), född 10 december 1866 i Wien, död 3 januari 1946 i Arolsen, Hessen, var en österrikisk SS-Brigadeführer, nazistisk mystiker och neopaganist, kallad "Himmlers Rasputin".

## Biografi
Wiligut blev paganist i början av 1920-talet och påstod sig vara klärvoajant med minnesbilder av Tysklands äldsta historia 228 000 år tillbaka i tiden. Han gjorde därtill anspråk på att vara den siste ättlingen av en förening mellan luftgudarna ("Asen, asarna") och vattengudarna ("Wanen, vanerna"). Wiligut hävdade också att Bibeln ursprungligen nedtecknats i Tyskland och avsett en germansk gud med namnet "Krist", men att detta förvanskats av en sammansvärjning av kristna, judar och frimurare.
Efter en rad episoder av våld i hemmet, mordhot riktade mot hustrun, storhetsidéer, paranoida vanföreställningar, allmän excentrism och akut schizofreni omyndigförklarades och hospitaliserades Wiligut mellan 1924 och 1927 på ett mentalsjukhus i Salzburg. Efter att 1932 ha lämnat hem och familj och begivit sig från Österrike till Tyskland kom han i september 1933 i kontakt med Heinrich Himmler, och utnämndes under pseudonymen Karl Maria Weisthor att leda en enhet för för- och urhistoria inom Centralbyrån för ras och bosättning (RuSHA). Han befordrades i april 1934 till Standartenführer (överste), blev chef för sektion VIII (arkivet) vid RuSHA i oktober 1934, befordrades vidare till Oberführer i november samma år. Under våren 1935 förflyttades Wiligut till Berlin för att ingå i Himmlers personliga stab. Befordringen till Brigadeführer (brigadgeneral) kom i september 1936.
Wiligut bidrog till utvecklingen av SS:s ordensborg Wewelsburg. Han utformade dödskalleringen och officierade som präst vid de hedniska vigselceremonierna. I november 1938 besöktes dock Wiliguts österrikiska hustru av Karl Wolff, chefsadjutant vid Himmlers personliga stab, som då fick ta del av Wiliguts psykiatriska anamnes, något som ledde till att Himmler i februari 1939 meddelade Wiligut att hans "ansökan" om pension på grund av hög ålder och sviktande hälsa hade beviljats.